# Maleo
Maleo – miejscowość i gmina we Włoszech, w regionie Lombardia, w prowincji Lodi.
Według danych na rok 2004 gminę zamieszkiwały 3322 osoby, 166,1 os./km².